# Karl Karcher

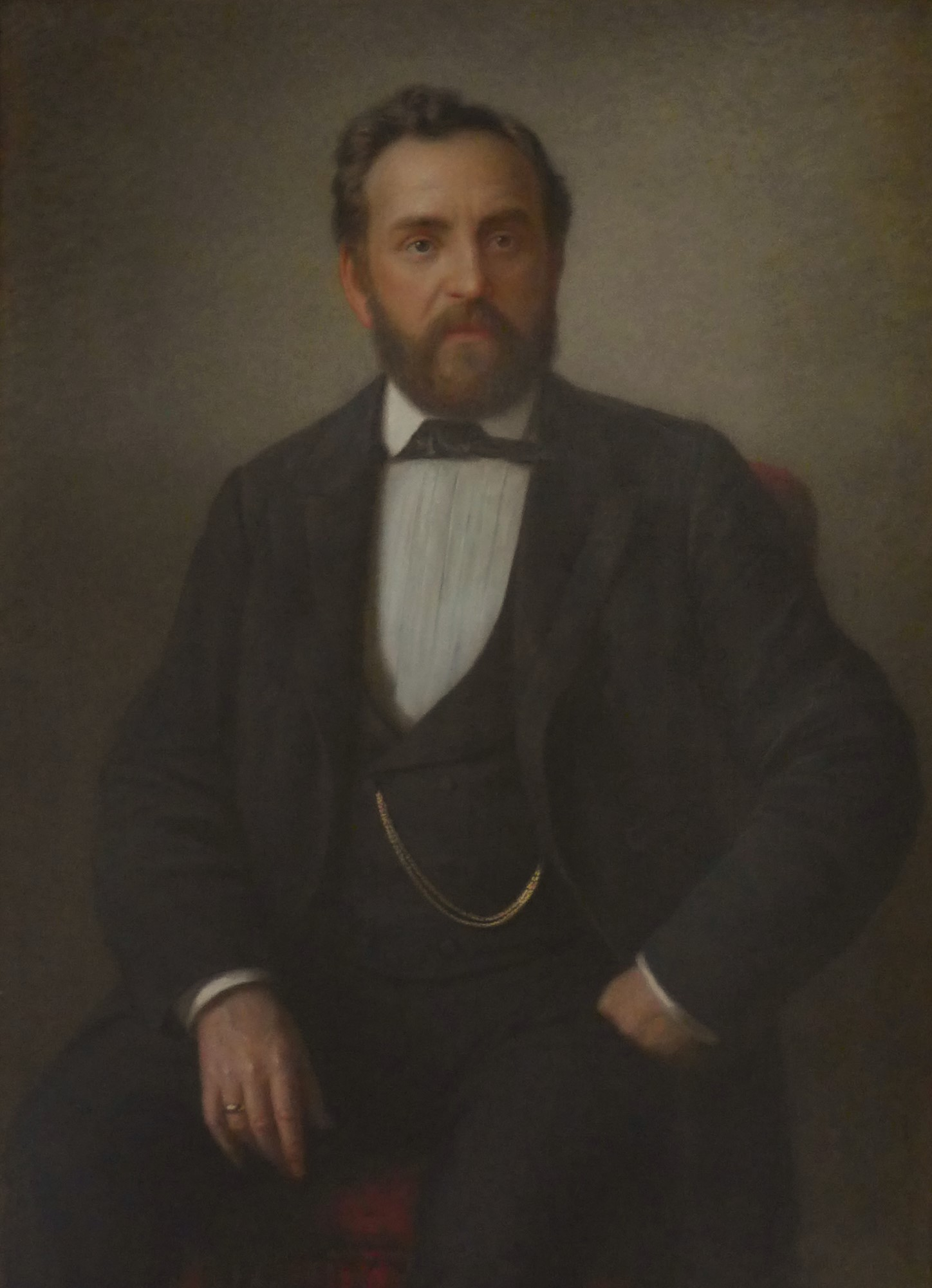
Karl Friedrich Ludwig Karcher, Kaufmann und Bürgermeister von St. Johann

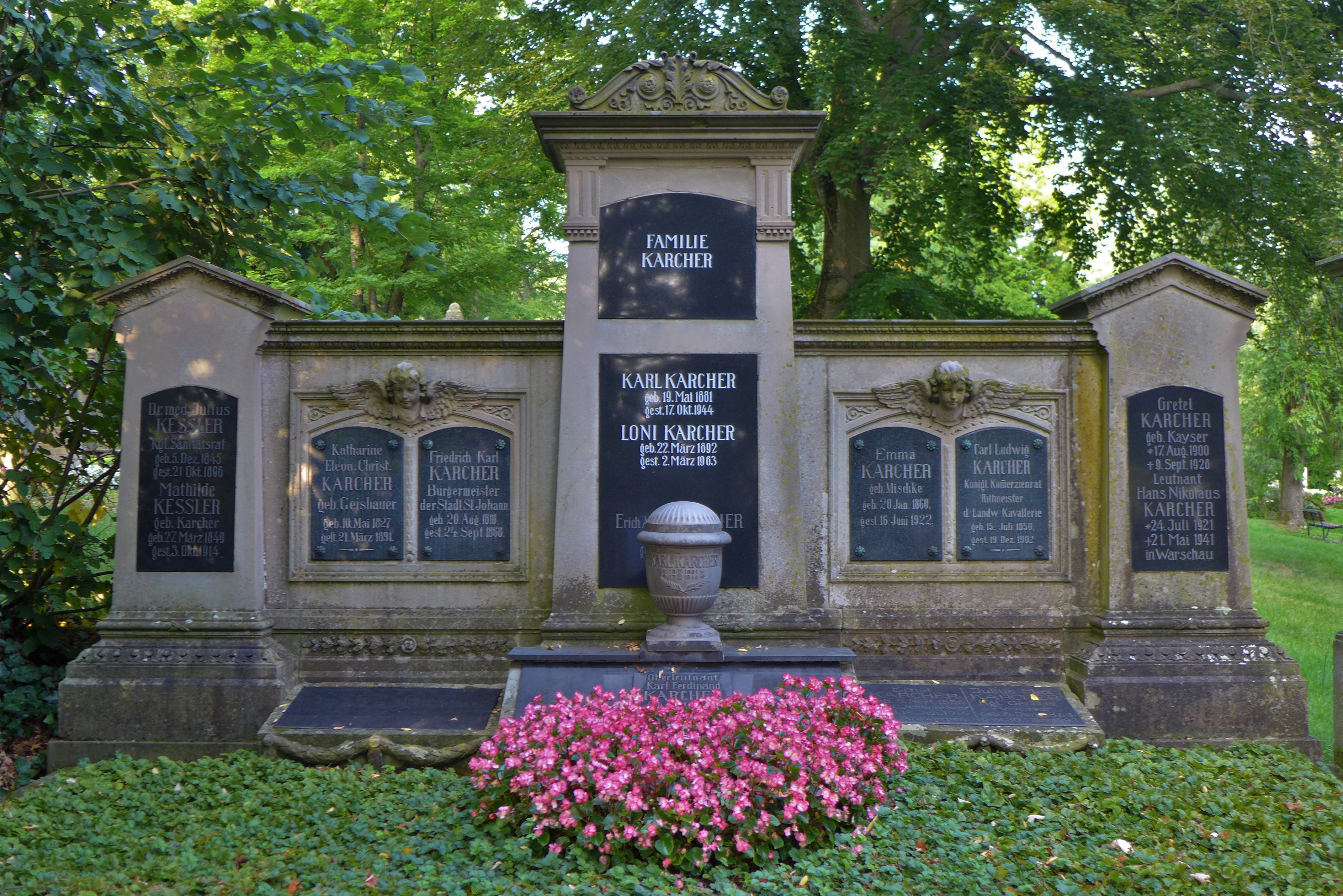
Grabmal Karl Karchers auf dem Alten Friedhof St. Johann

Karl Friedrich Ludwig Karcher (* 20. August 1818 in St. Johann; † 24. September 1868 ebenda) war ein deutscher Kaufmann und Bürgermeister von St. Johann.

## Leben
Karl Karcher entstammte einer begüterten und wohlhabenden Saarbrücker Kaufmannsfamilie. Sein Vater war der Metzgermeister Friedrich Ludwig Carl Karcher (1790–1872), seine Mutter Catharina Margaretha (1795–1859) die Tochter des Saarbrücker Baumeisters Johann Adam Knipper. Karcher betätigte sich als Kaufmann in seiner Heimatstadt. Am 15. Juni 1848 heiratete Karcher die Tochter des Bierbrauers Ludwig Geisbauer, Eleonore Catharina Christina (1827–1891). Aus der Ehe entstammten eine Tochter und vier Söhne, Elenora Catharina Mathilda (* 1850), Ludwig Carl (1850–1902), Leo (1852–1853), Ernst (1856–1914) und Max Julius (1863–1893). Karcher starb 1868, nur einen Monat nach seinem Ausscheiden als Bürgermeister. Die Familiengrabstätten befinden sich auf dem Alten Friedhof Sankt Johann.

## Öffentliche Ämter
Am 24. März 1859 erhielt Karcher seine Ernennung zum Sankt Johanner Beigeordneten im Rat der Bürgermeisterei Saarbrücken. Seit der Eingliederung des vordem zum Département de la Sarre gehörenden Saarbrücker Landes im Zweiten Pariser Frieden in das Königreich Preußen zum 31. Januar 1816 waren die benachbarten Gemeinden Saarbrücken, Sankt Johann, Burbach, Malstatt, Rußhütte und Brebach-Halberg in gemeinschaftlicher Verwaltung. Im Jahre 1859 kam es durch die Rheinische Städteordnung wieder zur Umgestaltung der Kommunalverwaltung und am 3. Mai 1859 zur Abtrennung Sankt Johanns als eigenständige Stadt. Dieser Zustand sollte bis zur neuerlichen Vereinigung der Saarstädte zur Großstadt Saarbrücken im Jahre 1909 noch 50 Jahre lang fortbestehen. Mit dem Ausscheiden des amtierenden Bürgermeisters August Kromayer ließ sich Karcher einen Tag später, am 19. Mai 1862, zum Bürgermeister von Sankt Johann wählen. Seine Wahl wurde zum 12. Juni bestätigt, am 30. Juni 1862 erfolgte seine Einführung in das Amt. Zum 22. Dezember 1862 wurde er als stellvertretendes Mitglied in den Kreistag gewählt. Seine Amtszeit als Bürgermeister endete auf seinen eigenen Wunsch durch Amtsverzicht am 20. August 1868, seinem 50. Geburtstag.

## Stiftung
Karcher hinterließ ein beträchtliches Vermögen. Seine Erben errichteten nach dem Tode seiner Frau im Jahre 1891 in Sankt Johann die Karcherstiftung zur Unterstützung verarmter Kranker. Die Stiftung war zunächst mit 25.000 Mark dotiert.

## Ehrungen
- Mitglied der Saarbrücker Casinogesellschaft

## Sonstiges
Der Diplomat Heinrich Thomas von Karcher (1773–1824) und der Kommerzienrat Eduard Karcher (1818–1895) entstammten derselben Familie. Die im Saarbrücker Stadtteil Sankt Johann gelegene Karcherstraße erinnert an ihr Wirken.
Die Kurzbiografie von Hanns Klein wie auch die darauf fußende Saarländische Biographie vermerken, Karcher sei Eigentümer des Forbacherhofs bei Neunkirchen (Saar) gewesen. Dem widersprechen die Angaben in den Ortschroniken von Kohlhof und Furpach, die die Reihe der privaten Besitzer des Hofs beginnend mit Caspar Karcher (1806) über dessen Sohn Philipp Heinrich Karcher, dessen Enkel Eduard Karcher und dessen Urenkel Paul Karcher (1904) führen.